# Chrám svatého Polyeukta
Chrám svatého Polyeukta – (řecky Ἅγιος Πολύευκτος, překl. Hagios Polyeuktos; turecky: Ayios Polieuktos Kilisesi) byl starověký byzantský chrám v Konstantinopoli (Istanbul, Turecko), který nechala postavit aristokratka Anicia Juliana a zasvětila jej svatému Polyeuktovi. Chrám byl bohatě vyzdoben a byl největším chrámem před stavbou Hagia Sofia. Anicia Juliana zavedla rozsáhlé použití sásánovských perských dekorativních prvků a možná zahájila nový architektonický typ kupolovité baziliky, zdokonalený v pozdějším chrámu Hagia Sofia.
O historii chrámu po jeho postavení je známo jen málo. Stavba přežila až do 11. století, poté zchátrala a některé architektonické prvky byly odstraněny a znovu použity v Konstantinopoli a dalších městech. Poté, co byl chrám v osmanském období zastavěn, bylo jeho místo znovu objeveno při vykopávkách v 60. letech 20. století. Oblast, která se nachází přímo naproti radnici Istanbulského metropolitního magistrátu, je nyní zachovalým archeologickým nalezištěm přístupným návštěvníkům, ačkoli sochy byly převezeny do Istanbulských archeologických muzeí.

## Historie
Anicia Juliana byla potomek několika západních císařů a za vlády Justina I. (518-527) nechala v letech 524-527 vystavět chrám svatého Poleukta, který měl nahradit dřívější chrám, postavený Eudokií, manželkou Theodosia II. a Juliáninou prababičkou. V nově postaveném chrámu uložili relikvii lebky svatého Polyeukta.

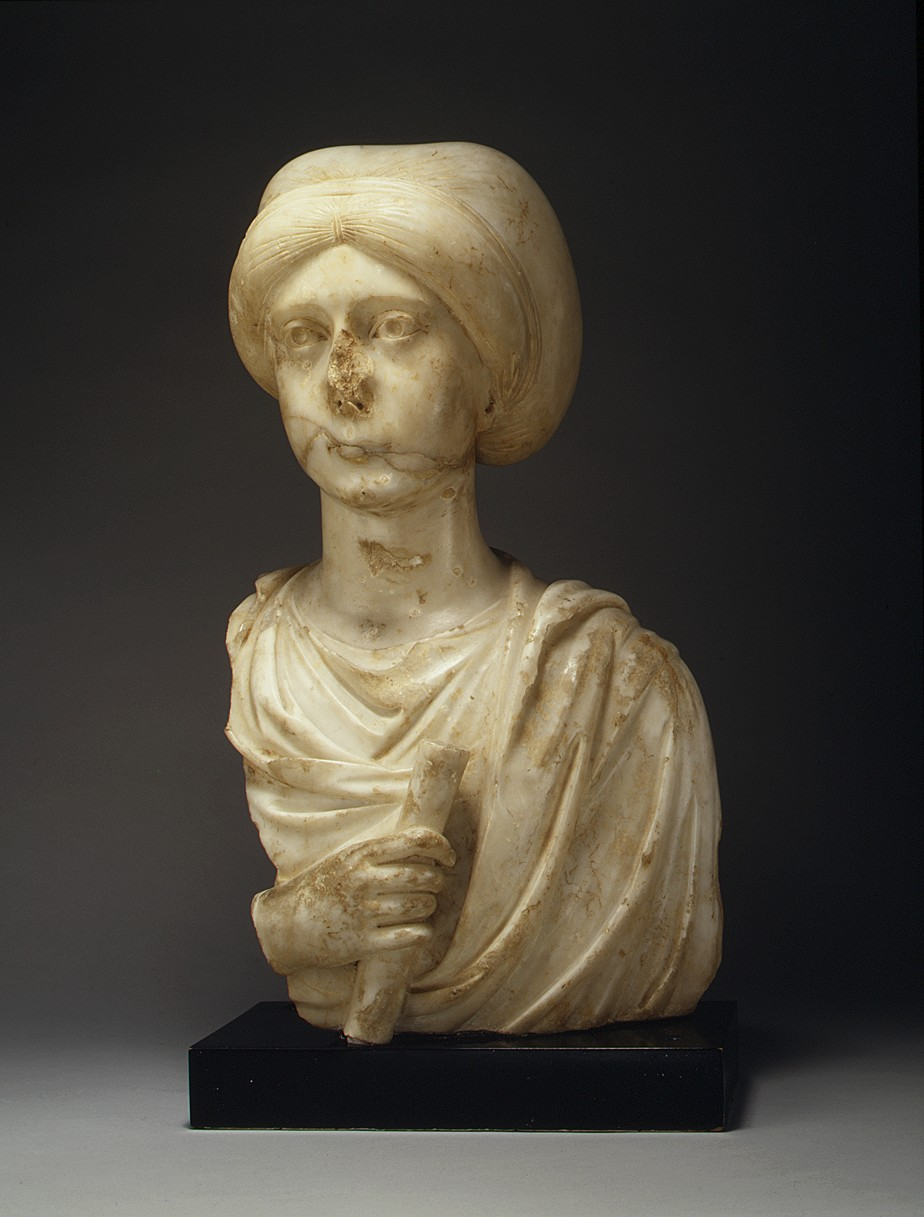
Mramorová busta Anicie Juliany z Metropolitního muzea umění v New Yorku.

Ve dvou oslavných epigramech (dohromady 76 řádků), které jsou napsány na chrámových stěnách a které se v plném rozsahu dochovaly ve středověkém rukopise (Anthologia Graeca, I.10), se Juliana přirovnává k dřívějším císařům Konstantinovi I. a Theodosiovi II. jako monumentální stavitelka a tvrdí, že překonala Šalamounův chrám, podle jehož proporcí byl nový chrám údajně postaven. Stavba tak představovala přímou výzvu prestiži a autoritě vládnoucí dynastie a mohla být motivací masivního rozsahu Justiniánovy přestavby chrámu Hagia Sofia o několik let později, po jejímž dokončení uchvácený císař údajně vykřikl: "Překonal jsem tě, Šalamoune!"
Chrám svatého Polyeukta se dochoval až do 11. století, kdy byl opuštěn. Materiál z chrámu byl poté hojně pleněn na sochy a další architektonické prvky (spolia) jak samými Byzantinci, tak po vyplenění města v roce 1204 křižáky. Několik kusů bylo znovu použito v jiných sakrálních stavbách v Konstantinopoli – například v monastýru Krista Pantokratora (mešita Zeyrek), mešitě Fenâri Îsâ a mešitě Koca Mustafa Paša. Ale i další části architektonické skulptury z chrámu byly rozšířeny po celém Středomoří do míst, jako jsou Benátky, Milán, Barcelona a i Vídeň. Nejznámějšími příklady jsou tzv. Pilastri Acritani neboli pilíře svatého Jana z Akry – jsou dva sochařské sloupy na náměstí Svatého Marka v Benátkách před portálem na jižním průčelí stejnojmenné baziliky; jedná se o spolia.

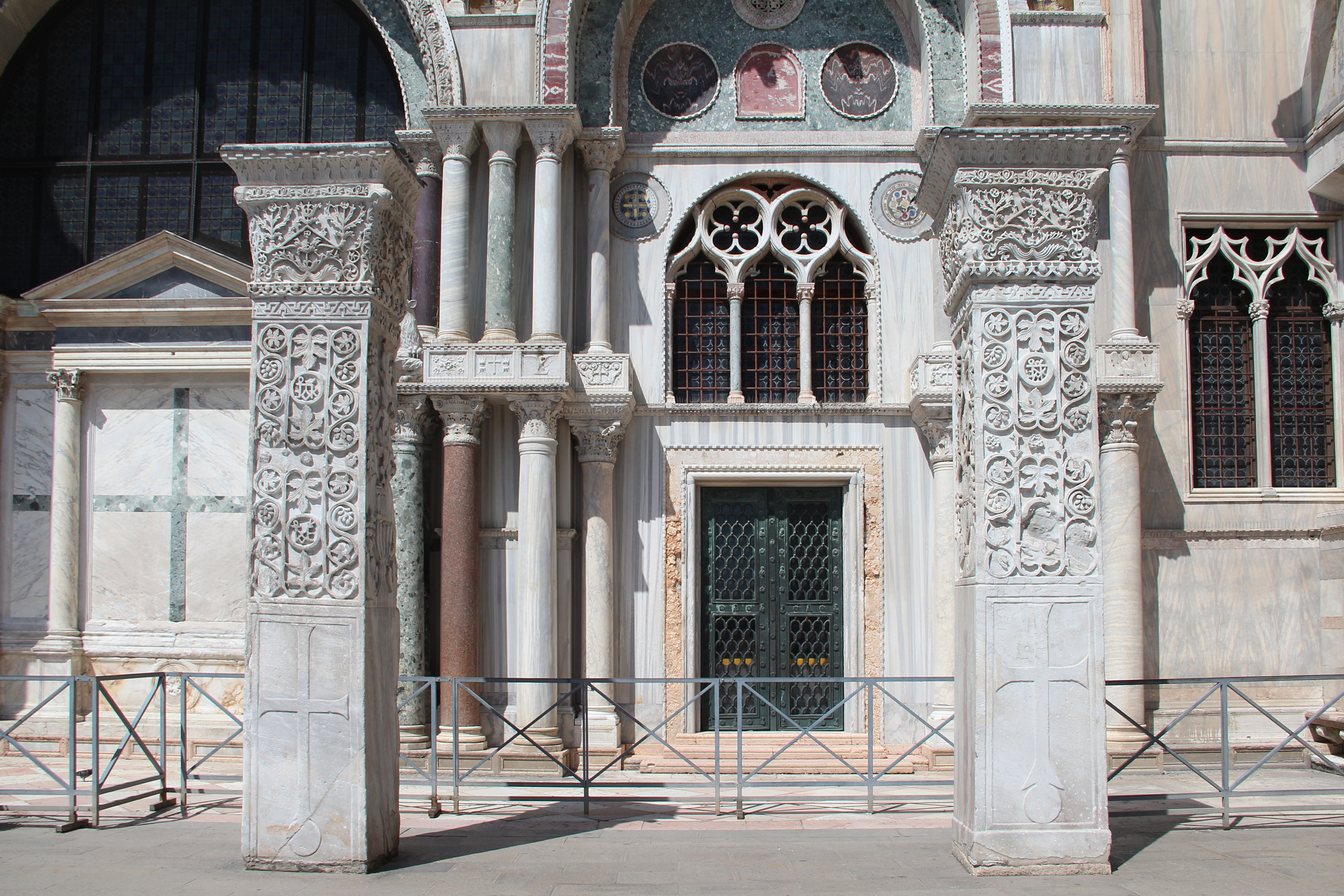
Pilastri Acritani – pilíře svatého Jana z Akry

Na chrámovém místě ve čtvrti Saraçhane byly v osmanském období postupně postaveny domy a mešita. V roce 1940 bylo území srovnáno se zemí a v roce 1960, při stavbě křižovatky silnic Șehzadebași Caddesi a Atatürk Bulvari, byly zahájeny vykopávky, během nichž byly objeveny cihlové klenby a kusy prokonéské mramorové plastiky. Rovněž byly objeveny fragmenty monumentálního epigramu zdobícího chrám, které ve spojení se zmínkami o přibližné poloze baziliky v byzantských textech týkajících se císařských procesí na hlavní třídě Mese umožnily bezpečnou identifikaci bývalého chrámu. Místo bylo v letech 1964-1969 důkladně prozkoumáno archeology pod vedením dr. Neziha Firatliho z Istanbulských archeologických muzeí a Richarda Martina Harrisona z institutu Dumbarton Oaks.

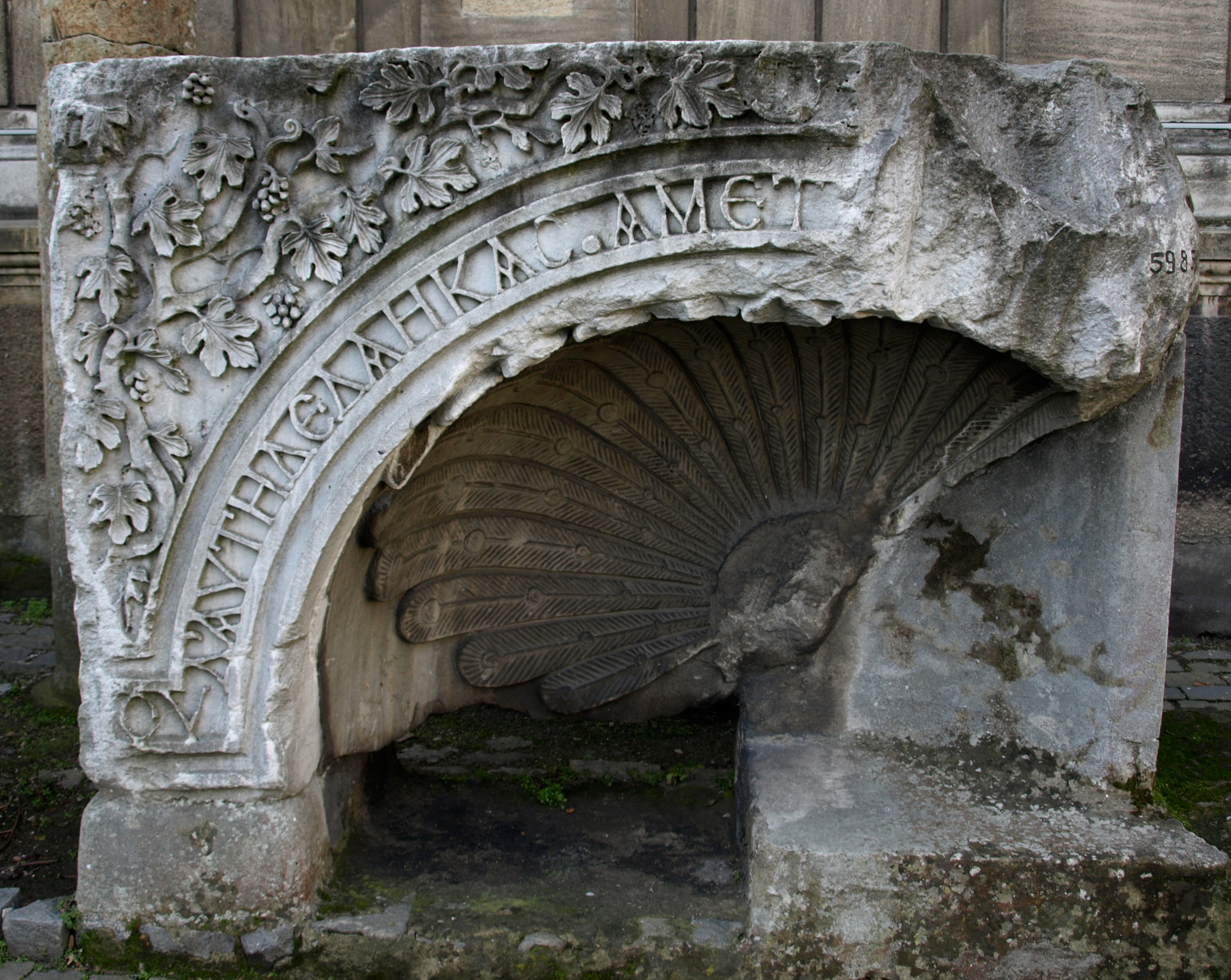
Fragment z kladí chrámu, který obsahuje začátek 31. řádku epigramu oslavujícího jeho založení.

## Archeologie a popis
Navzdory jeho architektonickému významu je o historii chrámu svatého Polyeukta a jeho architektuře známo jen velmi málo. Většina informací pochází z epigramu na počest Juliany a její rodiny, který byl po částech vepsán do různých chrámových částí. Na epigramu stojí, že chrám byl vystavěn jako replika starověkého židovského chrámu s přesnými proporcemi uvedenými v Bibli pro Šalamounův chrám a s použitím královského lokte jako měrné jednotky, stejně jako u jeho vzoru.

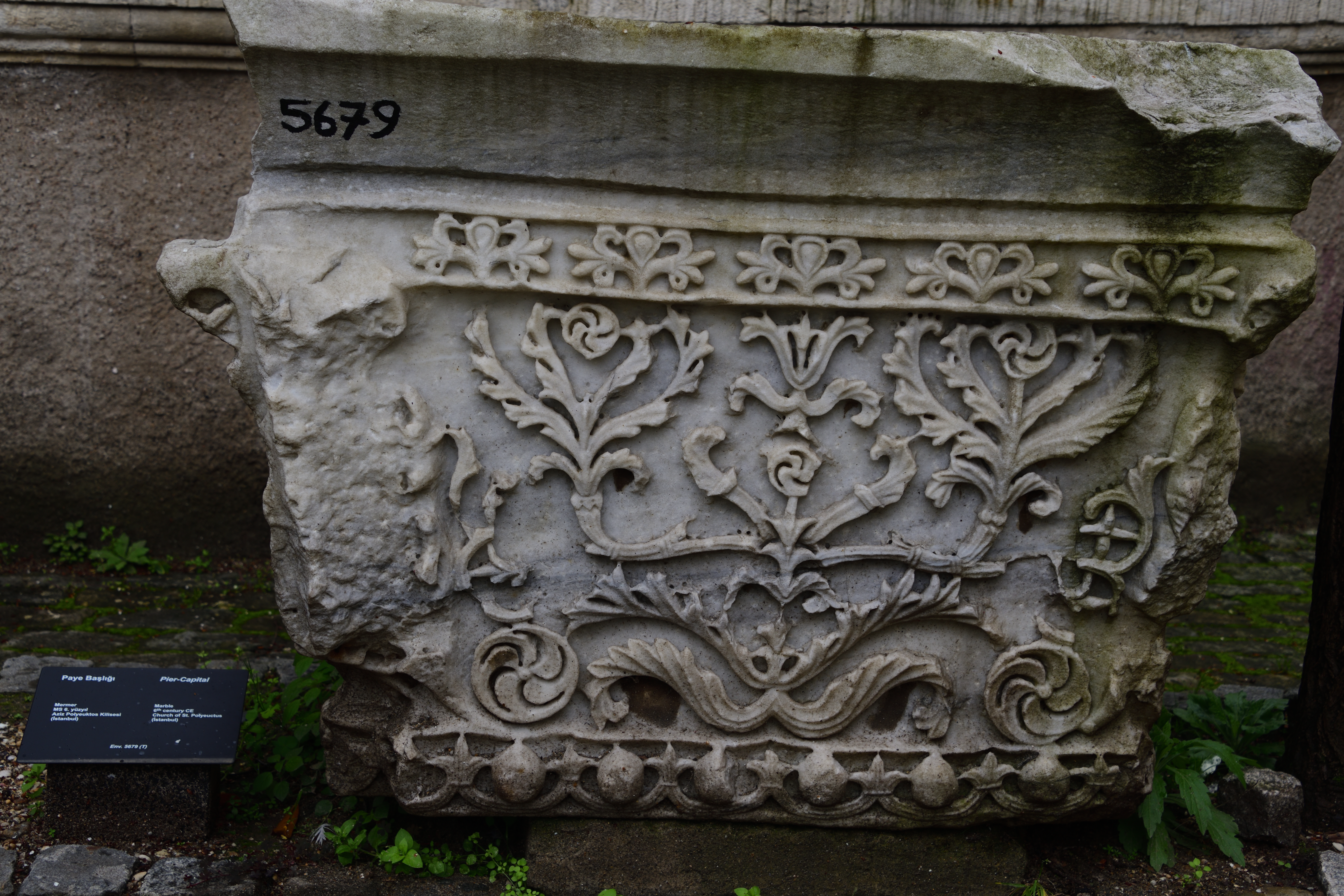
Hlavice sloupu

Richard Martin Harrison, hlavní archeolog lokality, rekonstruoval chrám jako zhruba čtvercovou baziliku o délce stran cca 52 m, s centrální lodí a dvěma bočními loděmi, před nimiž se nacházelo předsálí a jimž předcházelo velké atrium o délce 26 m. Severně od atria byly identifikovány pozůstatky další budovy, která byla označena buď za křtitelnici, nebo za Juliánův palác. V samotném atriu se nacházel první ze dvou epigramů.
Oválná podezdívka ve středu budovy naznačuje polohu ambonu, zatímco silné základy v celé budově podle Harrisona naznačují přítomnost kupole, čímž se výška budovy odhaduje na více než 30 m. Oblast oltáře nebyla dostatečně prozkoumána a jeho tvar zůstává neznámý. Z epigramu je známo, že interiér měl dvě patra s kolonádami a galeriemi. Na základě epigramu a podružných konstrukcí Harrison rovněž předpokládal existenci dvojice dvoupatrových exedrů, tvořených třemi výklenky s pilířem mezi nimi, na severní a jižní straně ambonu. Prostory kolem kupolovitého západního klenebního pole by byly zakryty valenou nebo křížovou klenbou.

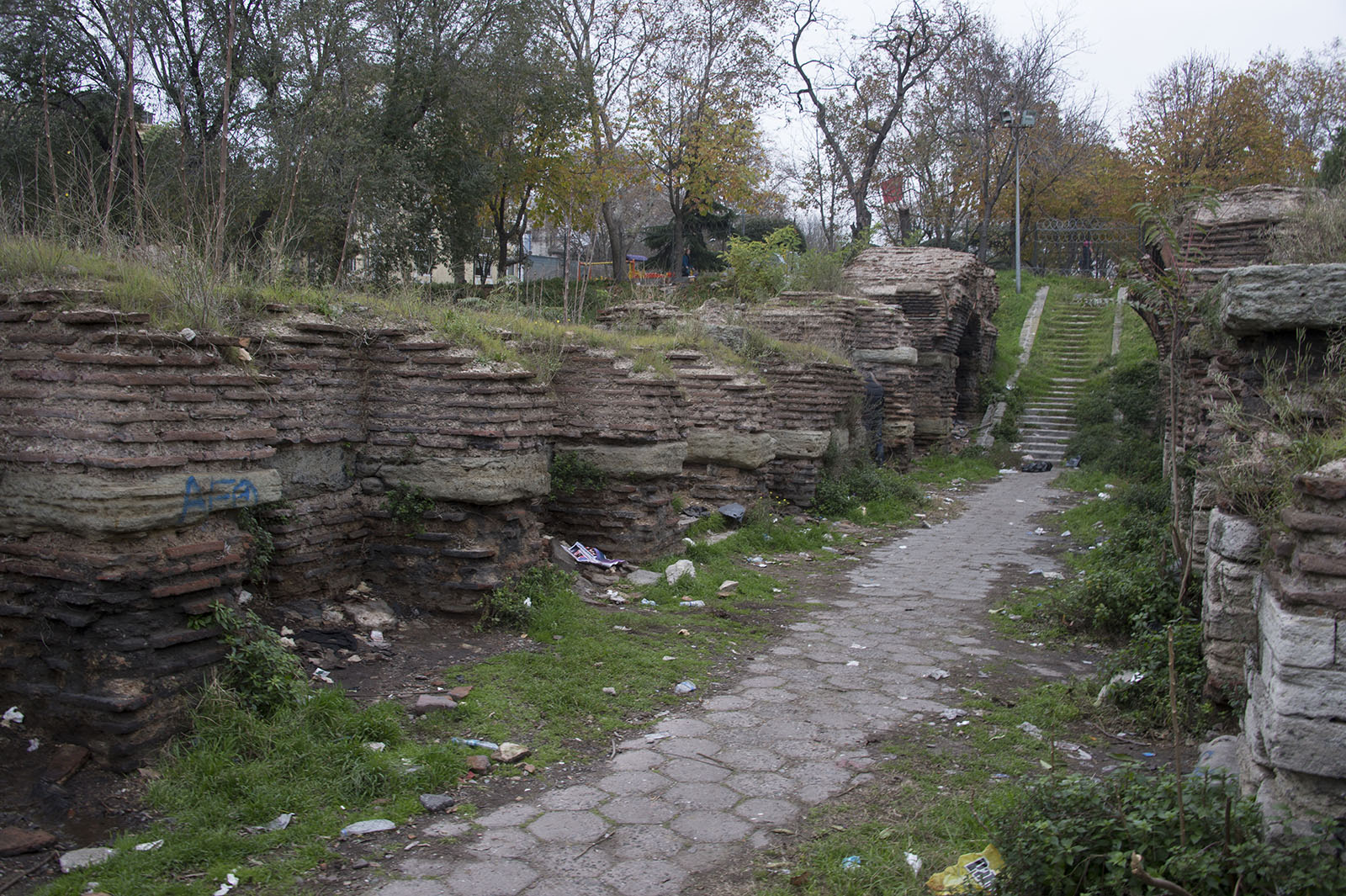
Ruiny chrámu

Vnitřní výzdoba byla mimořádně bohatá. Stěny byly vyzdobeny mramorem, střecha byla pozlacená a v narthexu byl vyobrazen křest Konstantina Velikého. Na místě byly nalezeny také fragmenty slonoviny, ametystu, zlata a barevného skla, které byly původně inkrustovány do mramorových soch, a také fragmenty mozaiky. Záměrnou evokaci Šalamounova chrámu ještě umocňovala převaha zdobných motivů palmy, granátového jablka a lilie.

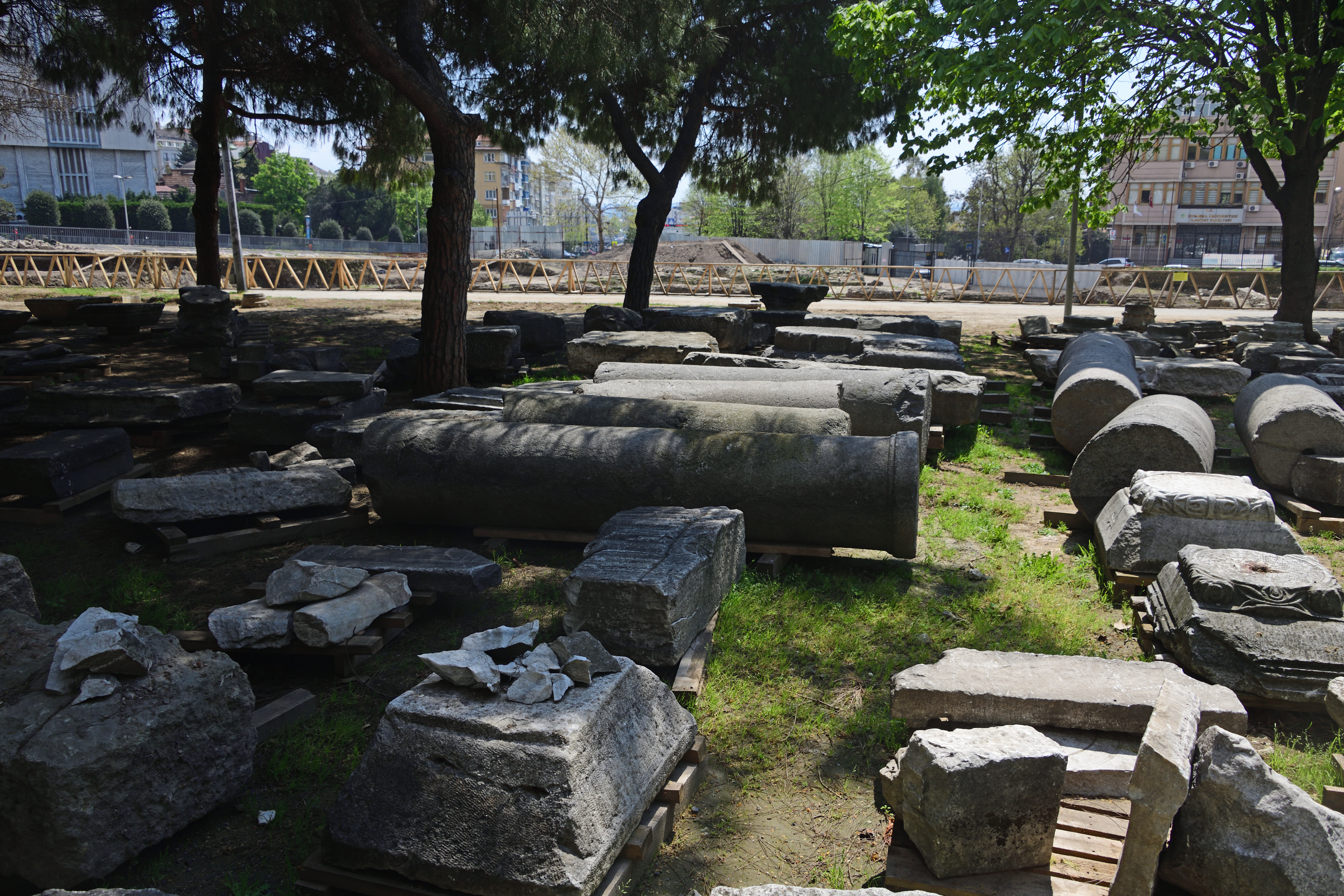
Ruiny chrámu

Ve výzdobě chrámu byly bohatě uplatněny sásánovské zdobné motivy palmových a granátových listů, které v té době byly oblíbené. Výjimečným nálezem je deset reliéfních desek s obrazy Krista, Panny Marie a apoštolů; takové obrazy jsou velmi vzácné kvůli zničení lidských vyobrazení v době ikonoklasmu v 8. a 9. století.

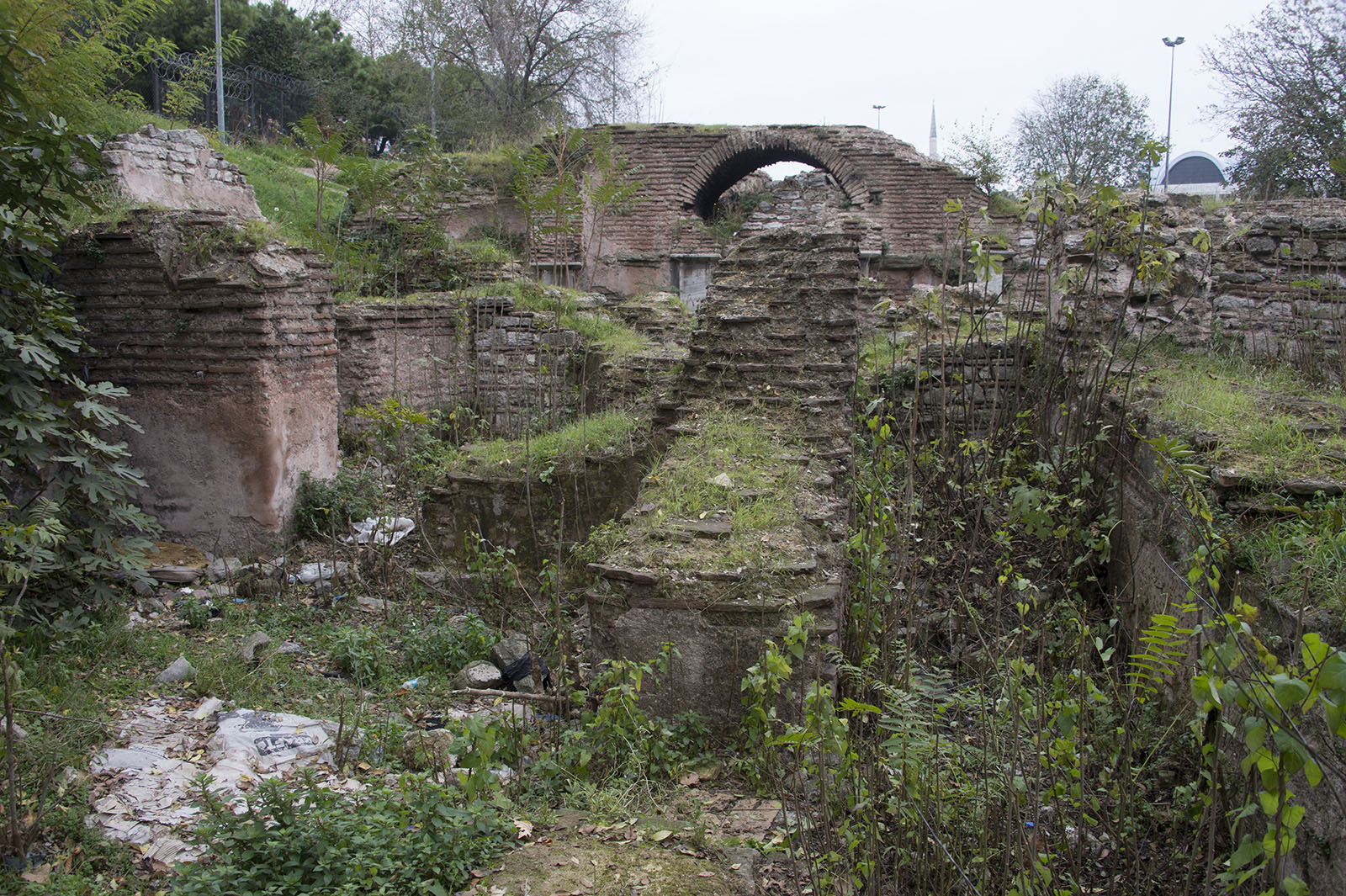
Chrám – ruiny

Jedním z největších dekorativních mramorových pozůstatků naleziště jsou hlavice výklenků. Tyto masivní kusy mramoru se skládají z konkávního segmentu, v jehož středu je vytesán velký čelní páv s hrdě rozvětveným ocasem. Podél půlkruhu řezby probíhá druhý epigram. Kolem páva jsou spandrely vyplněné vinnou révou a listy. Písmena nápisu jsou 11 cm vysoká a obklopena realistickými vinnými révami. Každý list má viditelné žilky, některé okraje listů jsou roztřepené a potrhané, a umělec si dokonce dal práci s vrstvením vzoru, některé listy vytáhl dopředu a jiné vyřezal v pozadí, což dodává pocit hloubky. Martin Harrison poznamenává, že veškeré toto zpracování je provedeno okem umělce a bez použití stálého měřidla, to naznačují stopy po dlátu, drobné nerovnosti a mírné ohyby mřížky. Oblast byla vymalována zářivými barvami – modrá, zelená a některé fialové. Pozadí vinné révy a písmen bylo jasně modré. Pávi byli v antice spojovaní s pohanskou bohyní Hérou a královskou rodinou a pro křesťany symbolizují obnovu a znovuzrození.
Archeologové pod zaniklým chrámem odkryly 1500 let staré dvě velké podzemní místnosti, které byly spojené tunelem a vedly do liturgické místnosti za oltářem. V neuspořádaném areálu se připravuje archeologický park.

### Podobné články
- Hagia Sofia
- Monastýr Krista Pantokratora
- Theotokos Pammakaristos
- Chrám Bohorodice Farosské
- Chrám svatého Spasitele v Chóře
- Chrám Matky Boží Vlachernské
- Byzantská architektura
- Chrám svatých Apoštolů
- Chrám Matky Boží Životodárného pramene
- Lips monastýr (mešita Fenari Isa)